# Yaritagua Fútbol Club
Yaritagua Fútbol Club es un club de fútbol profesional venezolano, establecido en la población de Yaritagua, estado Yaracuy. Actualmente milita en la Tercera División de Venezuela.

## Historia
Fue fundado en 2014, por iniciativa de exdeportistas de la población de Yaritagua, quienes deseaban crear un equipo de fútbol profesional que representara a la localidad, en el ámbito regional y nacional. Comenzaron su participación en el Nivelación 2015, segundo torneo de la temporada 2014-2015 de la Tercera División, entrando a competir como uno de los "aspirantes" a ingresar a la categoría. Finaliza en segunda casilla de grupo, logrando así los méritos deportivos para participar en la temporada siguiente de la categoría.

## Estadio
Disputa sus partidos como local en el Estadio El Goajiro, ubicado en dicha localidad, que posee una capacidad aproximada para 250 espectadores.

## Datos del club
- Temporadas en 1.ª División: 0
- Temporadas en 2.ª División: 0
- Temporadas en 3.ª División: 5

## Palmarés

### Torneos nacionales
- Primera División de Venezuela: (0)
- Segunda División de Venezuela: (0)
- Tercera División de Venezuela: (0)
- Copa Venezuela: (0)

- Datos: Q20994433